# Дом Паулины Жарико
Дом Паули́ны Жарико́ (фр. La maison de Pauline Jaricot) — название дома-музея, находящегося в Лионе, Франция. Музей экспонирует материалы, касающиеся жизни и деятельности Паулины Марии Жарико, основательницы католической миссионерской организации «Общество распространения веры» (фр. Propation de la foi) и католического движения «Живой Розарий». В 1963 году Римский папа Иоанн XXIII начал процесс беатификации Паулины Марии Жарико, провозгласив её «досточтимой».

## Расположение
Дом Паулины Жарико находится недалеко от базилики Нотр-Дам-де-Фурвьер и располагается в Лионе по адресу ул. Сан-Бартелеми, 42. Данный музей состоит из трёх частей: часовни, в которой проходят регулярные католические богослужения, жилых помещений, в которых проживала Паулина Мария Жарико и отдела, экспонирующего музейные материалы, касающиеся миссионерской деятельности Римско-Католической Церкви на Дальнем Востоке и предоставленные музею Парижским Обществом Заграничных Миссий.
Здание внесено в реестр французского архитектурного наследия.

## История
В 1819 году Паулина Мария Жарико основала организацию «Общество распространения веры», которая занималась сбором денежных средств для католических миссий на Дальнем Востоке и впоследствии в 1822 году ставшую официальным органом Святого Престола. Когда деятельность основанной Паулины Марии Жарико организации стала расширяться, она решила приобрести дом, который стал бы центром сбора средств для миссий.
В 1832 году Паулина Мария Жарико приобрела дом на улице Сен-Бартелеми, 42, располагавшийся на холме у подножия собора Нотр-Дам-де-Фурвьер с видом на Лион и его окрестности. Известно, что дом с момента своей постройки принадлежал французскому королю Генриху IV, который после своего посещения Лиона в 1594 году подарил его Габриэле д’Эстре, маркизе де Монсо. В этом доме, чтобы сделать его главным центром католического движения «Живой Розарий», Паулина Мария Жарико устроила католическую часовню святой Филомены, а также приспособила часть помещений для различных хозяйственных нужд. Этот дом она назвала Лоретто, в честь известного паломнического центра в Лорето, Италия.
После смерти Паулины Марии Жарико в 1862 году дом был куплен строительной компанией, занимавшейся обустройством базилики Нотр-Дам-де-Фурвьер. В 1975 году дом был куплен Парижским Обществом Заграничных Миссий, которое стало обустраивать в нём музей, посвящённый Паулине Марии Жарико.
В настоящее время дом-музей «Дом Паулины Жарико» используется многофункциональным способом: он является одновременно музеем, местом для молитвы и центром, распространяющим сведения о современной миссионерской деятельности Римско-Католической Церкви.

## Галерея

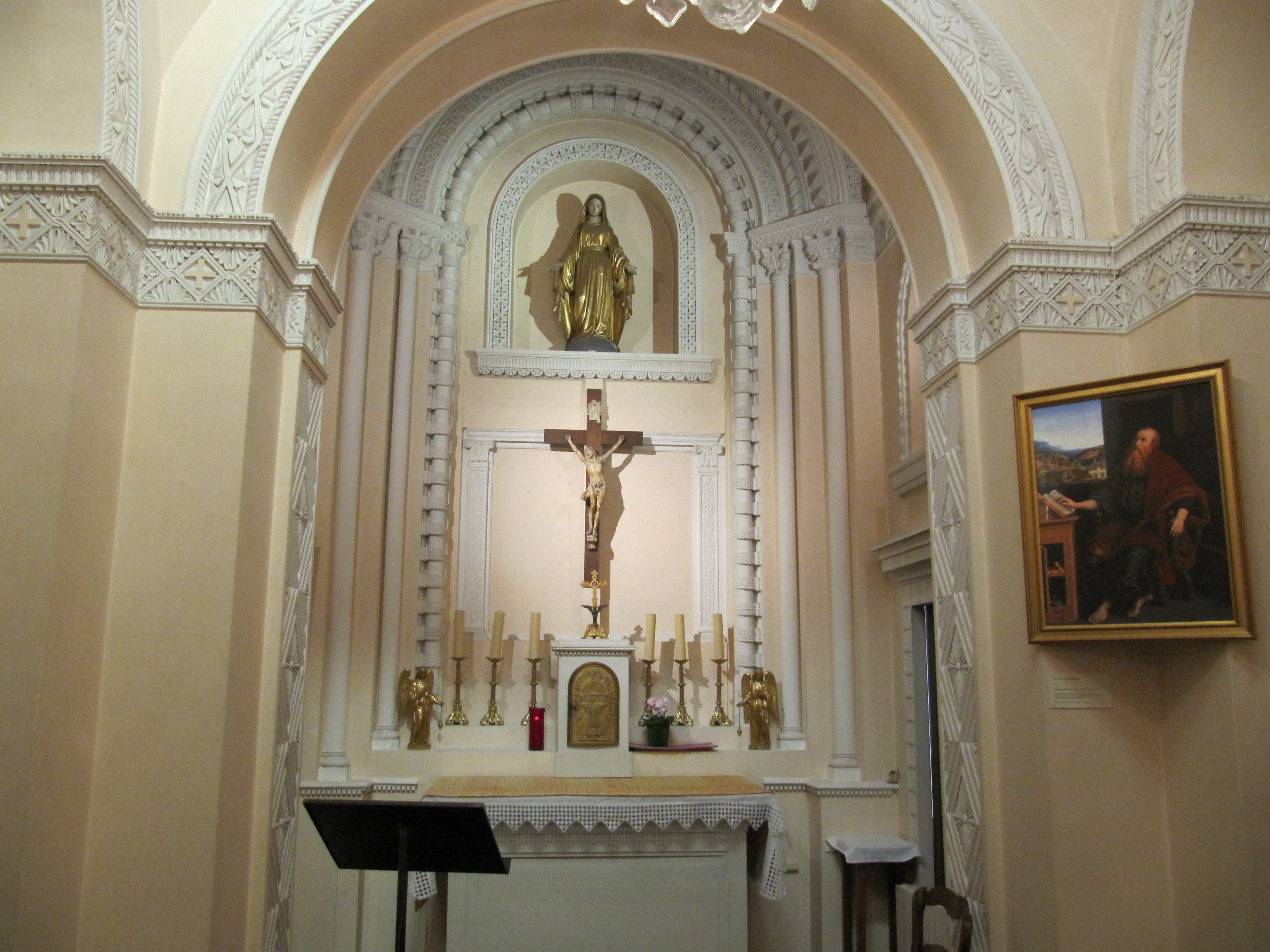
Часовня святой Филомены
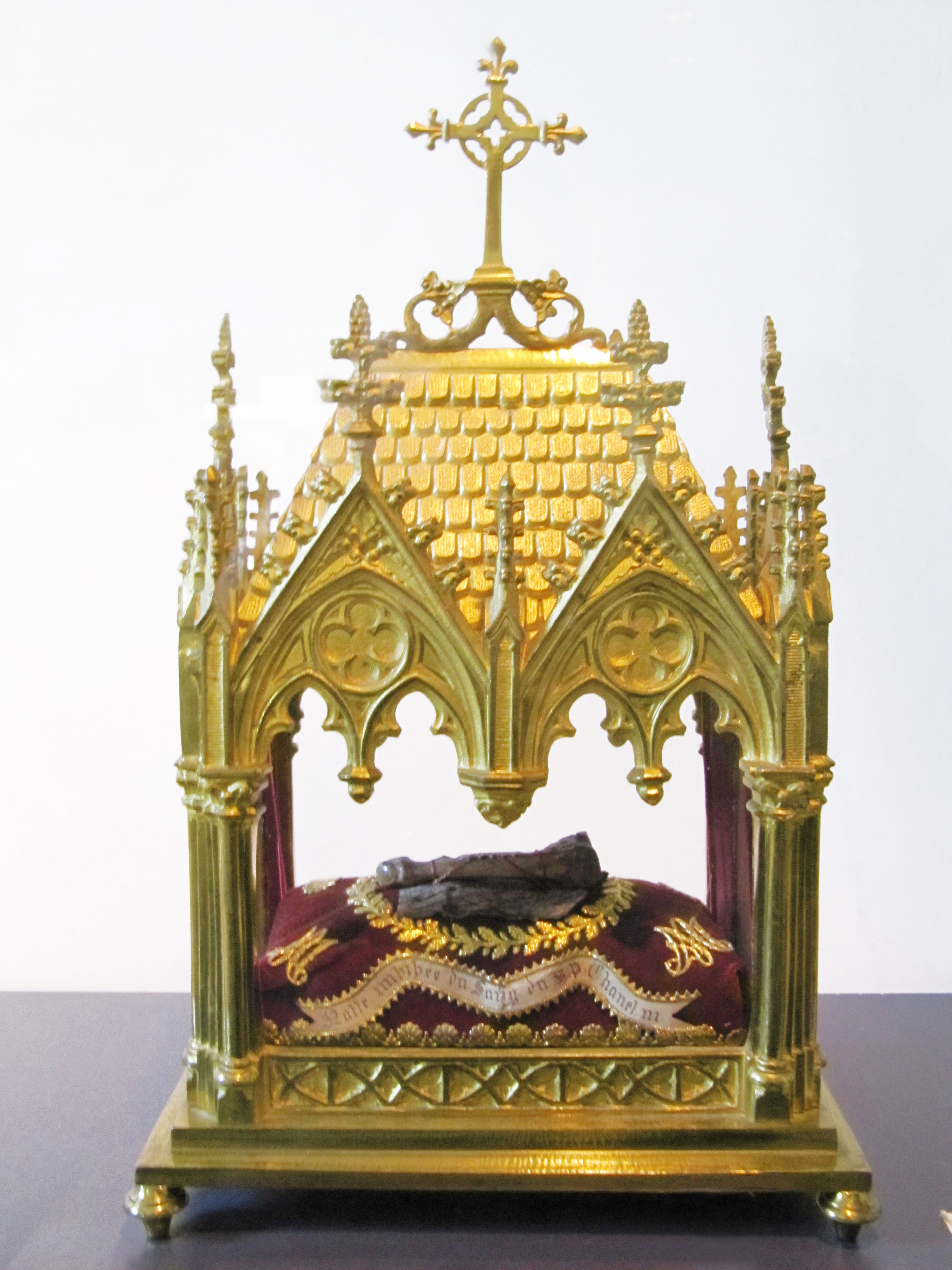
Из фондов музея: реликварий святого Пьера Шанеля
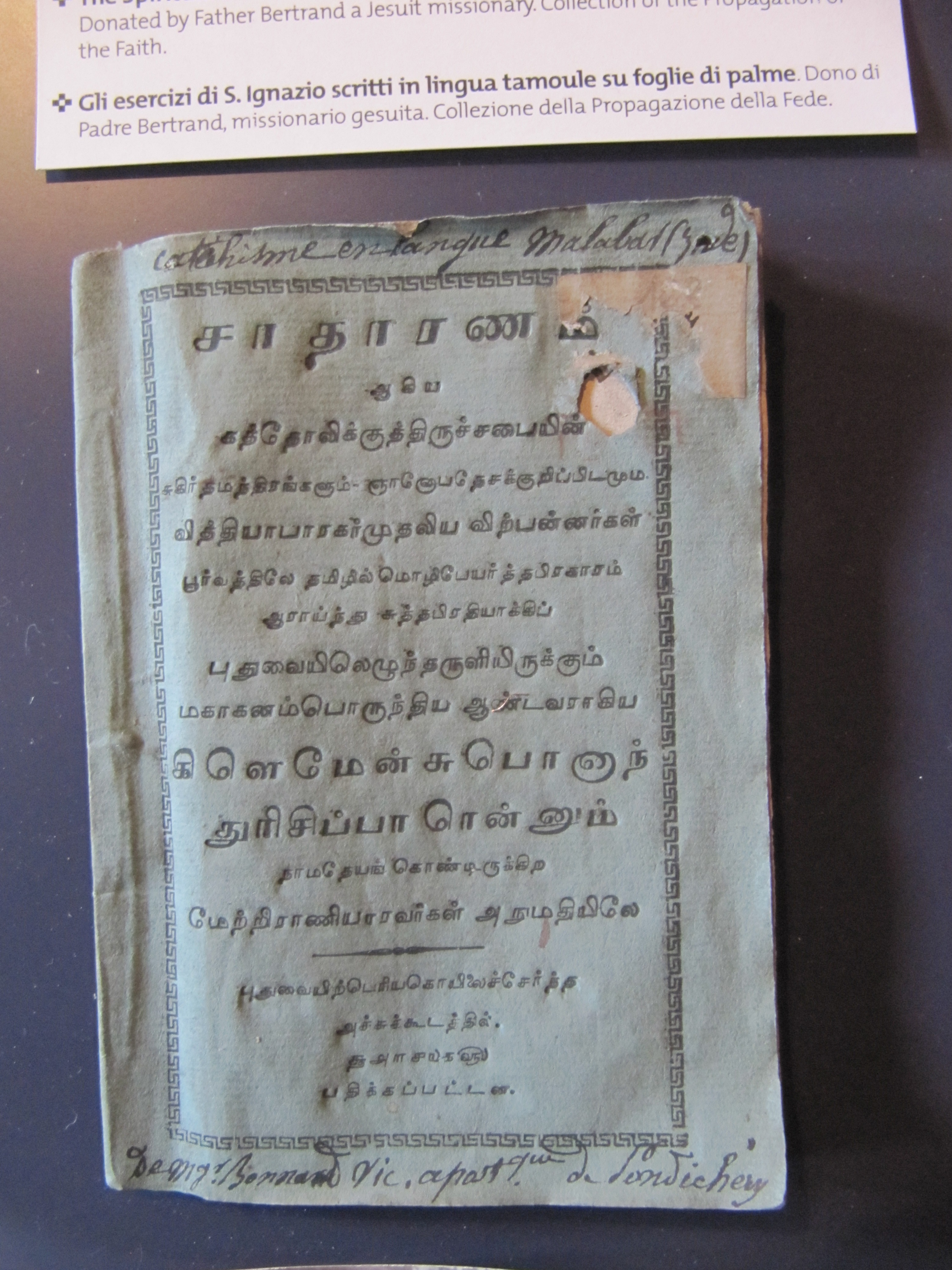
Из фондов музея: Катехизис на тамильском языке
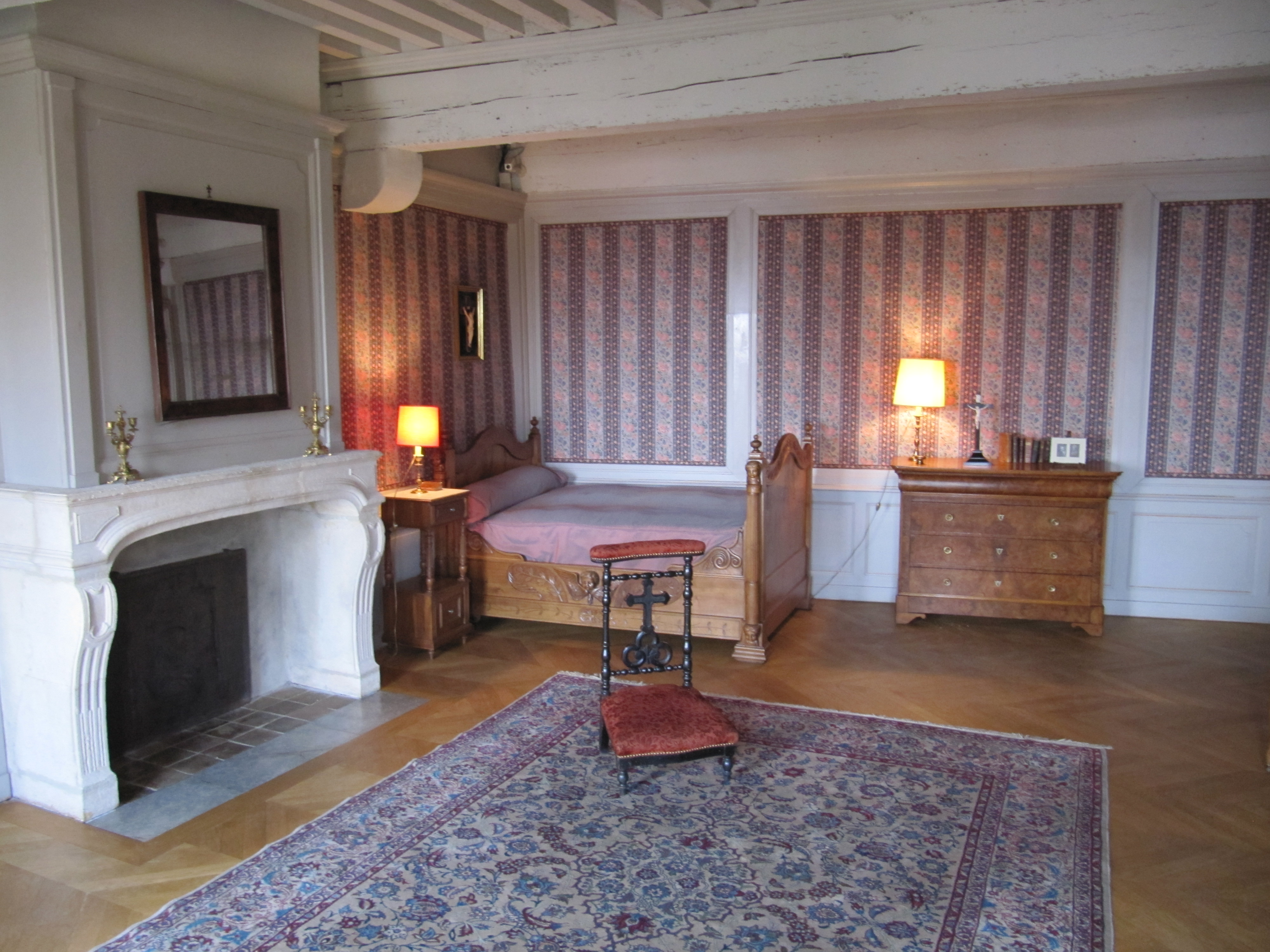
Жилая комната Паулины Марии Жарико